# 북부주 (시에라리온)

북부주

북부주(Northern Province)는 시에라리온을 구성하는 4개의 행정 구역 가운데 하나로 주도는 마케니이며 면적은 35,936km2, 인구는 2,502,865명(2015년 기준)이다. 북쪽과 동쪽, 북서쪽과 북동쪽으로는 기니와 국경을 접하고 있고 남동쪽으로는 동부주, 남쪽으로는 남부주, 남서쪽으로는 서부구와 접한다. 5개 구를 관할한다.

## 북부주의 구 목록
- 봄발리구 (Bombali District) - 행정 중심지: 마케니
- 캄비아구 (Kambia District) - 행정 중심지: 캄비아
- 코이나두구구 (Koinadugu District) - 행정 중심지: 카발라
- 포트로코구 (Port Loko District) - 행정 중심지: 포트로코
- 통콜릴리구 (Tonkolili District) - 행정 중심지: 마그부라카

## 같이 보기
- 시에라리온의 행정 구역